# Ptychohyla acrochorda
Espèce
Statut de conservation UICN

 DD  : Données insuffisantes
Ptychohyla acrochorda est une espèce d'amphibiens de la famille des Hylidae.

## Répartition
Cette espèce est endémique du Nord de l'État d'Oaxaca au Mexique. Elle se rencontre entre 594 et 900 m d'altitude sur versant Atlantique de la Sierra Juárez,.

## Publication originale
- Campbell & Duellman, 2000 : New species of stream-breeding hylid frogs from the northern versant of the highlands of Oaxaca, Mexico. Scientific Papers of the Natural History Museum of the University of Kansas, vol. 16, p. 1-28. (texte intégral)